# Jacinto Machado
Jacinto Machado är en kommun i Brasilien.   Den ligger i delstaten Santa Catarina, i den södra delen av landet, 1 500 km söder om huvudstaden Brasília. Antalet invånare är 10 608.
I omgivningarna runt Jacinto Machado växer i huvudsak städsegrön lövskog. Runt Jacinto Machado är det ganska glesbefolkat, med 24 invånare per kvadratkilometer.